# ベアトリーチェ・チェンチ
ベアトリーチェ・チェンチ（イタリア語: Beatrice Cenci, 1577年2月6日 - 1599年9月11日）は、イタリアの貴族の女性。ローマで起こった尊属殺人事件（父親殺し）裁判の主役として知られている。その悲劇的な最期から、多くの文学・芸術の題材とされて来た。

## 伝記
ベアトリーチェは貴族のフランチェスコ・チェンチの娘として生まれた。フランチェスコはその暴力的気性と不道徳きわまりない行動から、教皇庁裁判官とたびたび悶着を起こしていた。一家はローマのレゴラ区にあったチェンチ宮に暮らしていた。チェンチ宮はローマのユダヤ人居住区の端にある中世の要塞跡に建てられたものだった。
母のエルシリア・サンタクローチェはベアトリーチェが7歳の時に死去していた。家族は他に、兄ジャコモ、父親の2番目の妻ルクレツィア・ペトローニ、そしてその子供でまだ幼かったベルナルド（ベアトリーチェの異母弟にあたる）がいた。一家は、ローマの北、リエーティ近郊のペトレッラ・サルトに城を所有していた。
伝えられるところによれば、フランチェスコは妻と息子たちを虐待し、ベアトリーチェに対しても性的虐待（近親姦）を行っていた。ある時、フランチェスコが別の罪で投獄された。貴族であったことから恩赦を受けすぐに釈放されたが、その時にベアトリーチェは父から頻繁に受ける虐待を当局に訴えた。ローマ市民は誰でもフランチェスコがそういう人間だということは知っていたが、何の手も打たなかった。父フランチェスコは娘が自分を告発したことに気付き、ベアトリーチェと妻ルクレツィアをローマから追い出し、田舎の城に住まわせた。ベアトリーチェ、ルクレツィア、そして2人の兄弟は、こうなった以上は父親を亡き者にするしかないと決心し、全員でその計画を練った。
1598年、父フランチェスコが城に滞在中、2人の召使い（1人は後にベアトリーチェの秘密の恋人となった）の助けを借り、父親に麻薬を盛ったが、殺すには至らなかった。やむなく家族全員で父親を金槌で殴り殺し、死体はバルコニーから突き落とした。ベアトリーチェは事故だと主張したが、誰も信じる者はなかった。
父親の不在に気付いた官憲は事件の真相の調査を開始した。ベアトリーチェの恋人は拷問を受け死んだが、真相は一言も喋らなかった。殺人に気付いていた家族の友人は危険を避けるため、もう1人の召使いを殺すよう命じた。しかし計画は露見してベアトリーチェたちは逮捕され、有罪判決を受け死刑を宣告された。ローマの人々は殺人の動機を知って、裁判所の決定に抗議した。それにより処刑は短期間延期されることになったが、ローマ教皇クレメンス8世はまったく慈悲を示さなかった（チェンチ家の財産を懐に入れるため処刑を決定したともされる）。
1599年9月11日未明、被告たちはサンタンジェロ城広場に移送され、そこに処刑台の足場が組まれた。兄ジャコモは木槌で手足を四隅に打たれ、四つ裂きの刑に処された。ルクレツィアとベアトリーチェは順番に斬首された。若い弟だけは唯一死刑を免れたが、刑務所に戻される前に処刑台で家族の処刑を見せられ、没収された財産は教皇の家族のものとなった。ベアトリーチェの遺体はサン・ピエトロ・イン・モントリオ教会に埋葬された。
ローマの人々にとって、ベアトリーチェは傲慢な貴族社会へのレジスタンスの象徴となった。そして毎年、彼女が処刑された日の前夜、ベアトリーチェの幽霊が斬られた自分の首を持って橋へ戻ってくるという伝説が生まれた。

## ベアトリーチェが登場する主な作品
ベアトリーチェ・チェンチは、芸術作品でしばしば取り上げられている。

### 文学

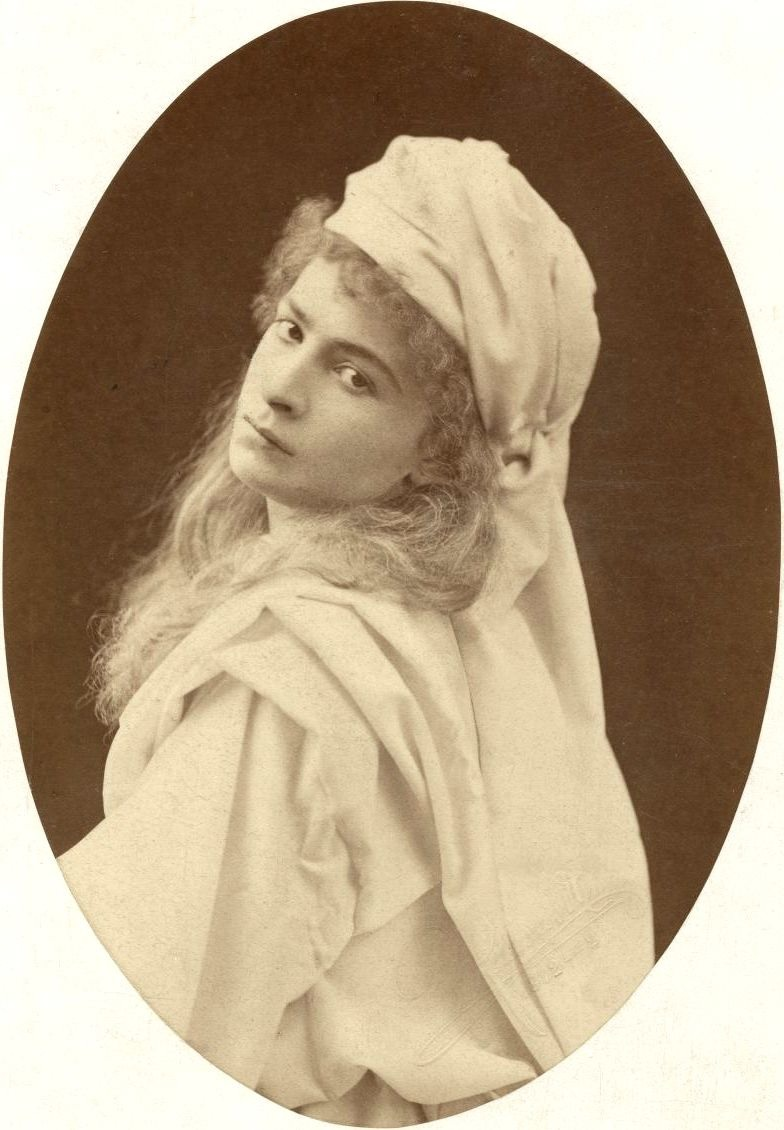
ユリウシュ・スウォヴァツキの戯曲において、ベアトリーチェ・チェンチを演じるアントニーナ・ホフマン

- チェンチ一族 - パーシー・ビッシュ・シェリーの悲劇。1819年の5月から8月にかけて、ローマおよびリヴォルノ近郊のヴァルソヴァーノ荘で執筆。1820年春、ロンドンのC. & J. Ollierから出版。
- ベアトリーチェ・チェンチ - ユリウシュ・スウォヴァツキによる戯曲（1932年）。
- Béatrix Cenci - キュスティーヌ侯爵の悲劇（1833年）。
- チェンチ一族 - スタンダールの中編小説（1837年）。
- The Cenci - アレクサンドル・デュマ・ペールのエッセイ（1839年。Celebrated Crimes第1巻）。
- ベアトリーチェ・チェンチ - フランチェスコ・ドメニコ・グエラッツィの小説（1854年）。
- 大理石の牧神 - ナサニエル・ホーソーンの最後の長編（1860年）。ベアトリーチェについて、2人のヒロイン、ヒルダとミリアムが議論する。ヒルダはベアトリーチェのしたことを「償うことのできない犯罪」とし、ミリアムは「すべてが罪なわけではない。むしろ、こんな状況では最善の選択」とする。ホーソーンはミリアムとベアトリーチェに多くの類似点を持たせている。
- Beatrice Cenci (In a City Shop-Window) - アメリカの詩人サラ・ピアットの詩（1871年）。
- ネメシス - アルフレッド・ノーベルの悲劇（1896年）。
- チェンチ一族 - アントナン・アルトーの劇（1935年）。
- ベアトリーチェ・チェンチ - アルベルト・モラヴィアの劇（1958年）。
- ベアトリーチェ・チェンチ - 1981年に、イタリアのルスコーニ社で「ドキュメンタリー小説」と銘打って刊行したノルベルト・ヴァレンティーニとミレーナ・バッキアーニの共著による評伝的作品。日本語版は下記
  - 『ベアトリーチェ・チェンチ－16世紀ローマの悲劇－』千種堅訳、河出書房新社、1986年

### 音楽
- ベアトリーチェ・チェンチ - ベルトルト・ゴルトシュミットのオペラ（1949年 - 1950年）。
- The Cenci - ハヴァーガル・ブライアンのオペラ（1951年 - 1952年）。シェリーの悲劇に基づく。
- ベアトリクス・センシ - アルベルト・ヒナステラのオペラ（1971年）。
- ザ・チェンチ - ジョルジョ・バッティステッリ（it:Giorgio Battistelli）のオペラ（1997年）。アントナン・アルトーの原作に基づく。
- Beatrice Chancy - ジョージ・エリオット・クラーク台本、ジェームズ・ロルフ作曲のオペラ（1999年）。シェリーの悲劇に基づく。舞台が19世紀のノバスコシア州に移されている。
- Betarice Cenci - Alessandro Londei＆Brunella Carontiのミュージカル（2006年）。オリジナル。
- ベアトリーチェX事件／続 ベアトリーチェX事件 - CeuiのCDアルバム『パンドラ・コード～絶望篇～』『パンドラ・コード～希望篇～』（2014年）にそれぞれ収録されている。オリジナル。

### 美術
- ベアトリーチェ・チェンチの肖像 - グイド・レーニの絵。(下にある銅版画や複製写真の元の絵であるが、これは間違いで、2025年現在では女性画家のジネブラ・カントフォリが作者であり、肖像の対象者も不明という説が強いようである[1]）
- ベアトリーチェ・チェンチの肖像 - ハリエット・ホズマーの大理石の彫刻（1857年）。
- 監獄に向かうベアトリーチェ・チェンチ - ポール・ドラローシュの絵。（1858年）。
- ベアトリーチェ・チェンチ - ジョヴァンニ・ベルガマスキの絵。（1863年）。
- 刑務所のベアトリーチェ・チェンチ - アキッレ・レオナルディ（英語版）の絵（19世紀）。
- A Study of the Cenci - ジュリア・マーガレット・キャメロンの写真（1868年）。
- Beatrice - ジュリア・マーガレット・キャメロンの写真（1870年）。

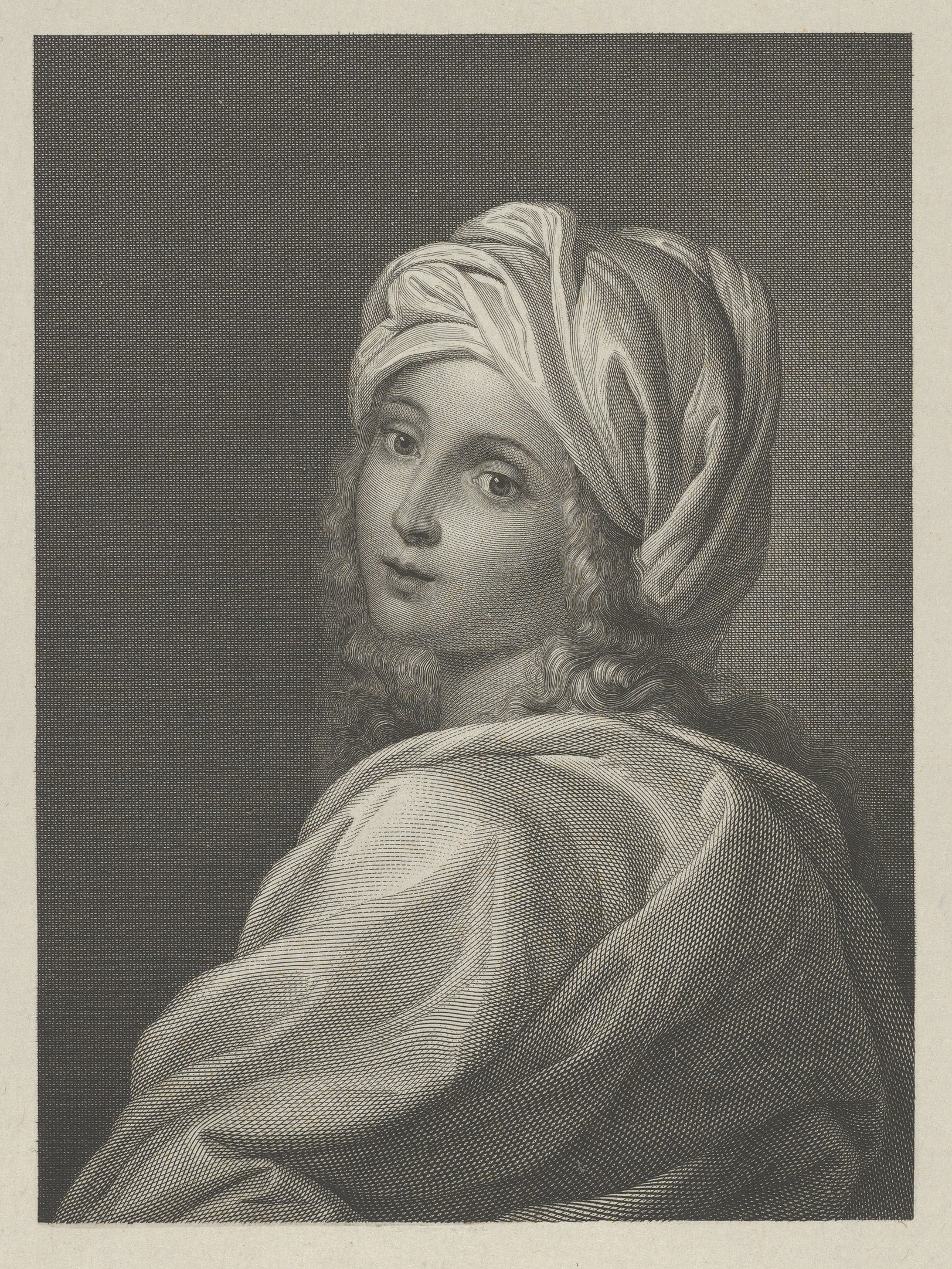
ジョヴィータ・ガラヴァリア（英語版）による銅版画（1800–1835年頃）
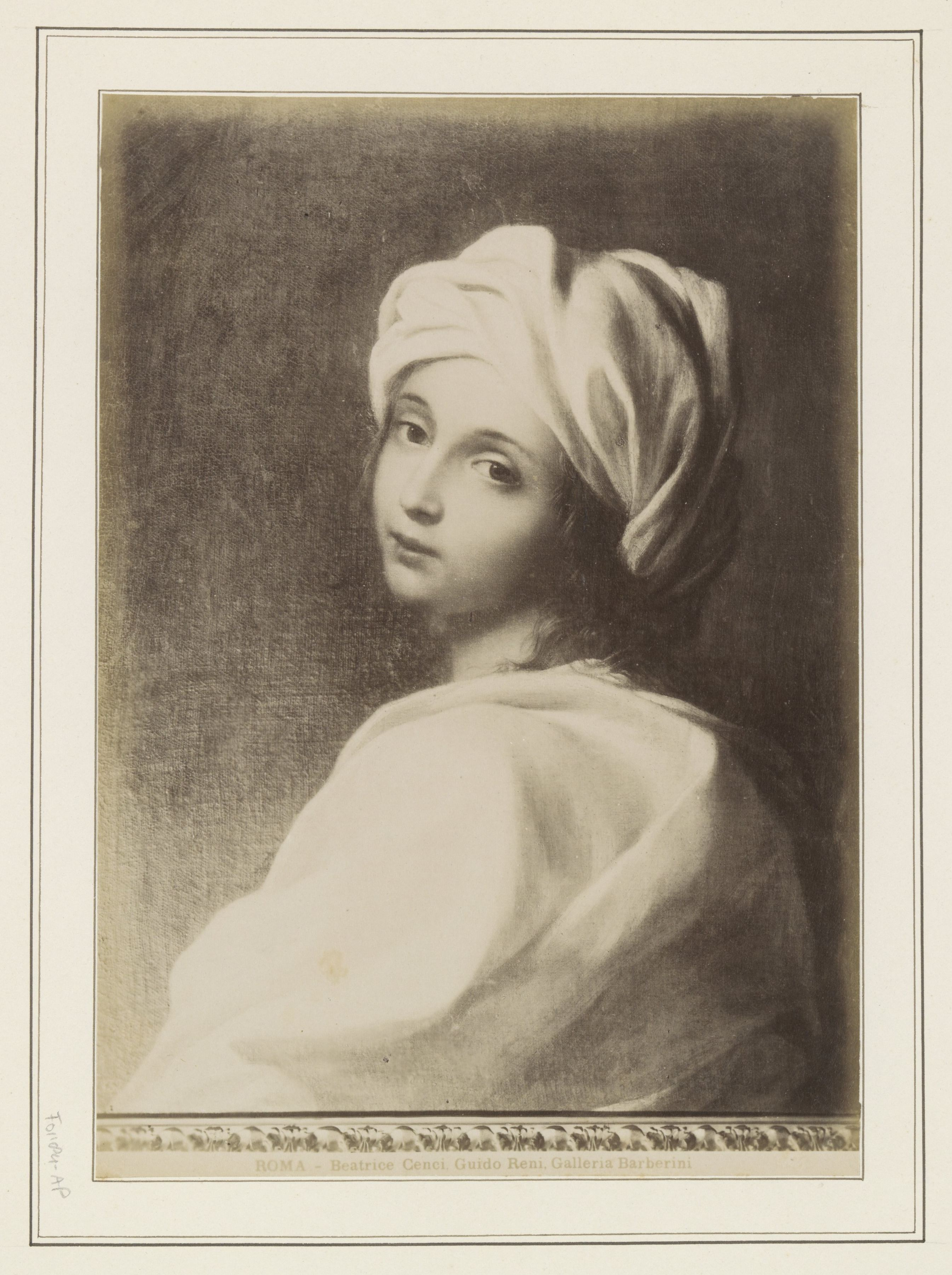
グイド・レーニ(？)の作品の複製写真（1865 - 1890年頃）国立古典絵画館所蔵
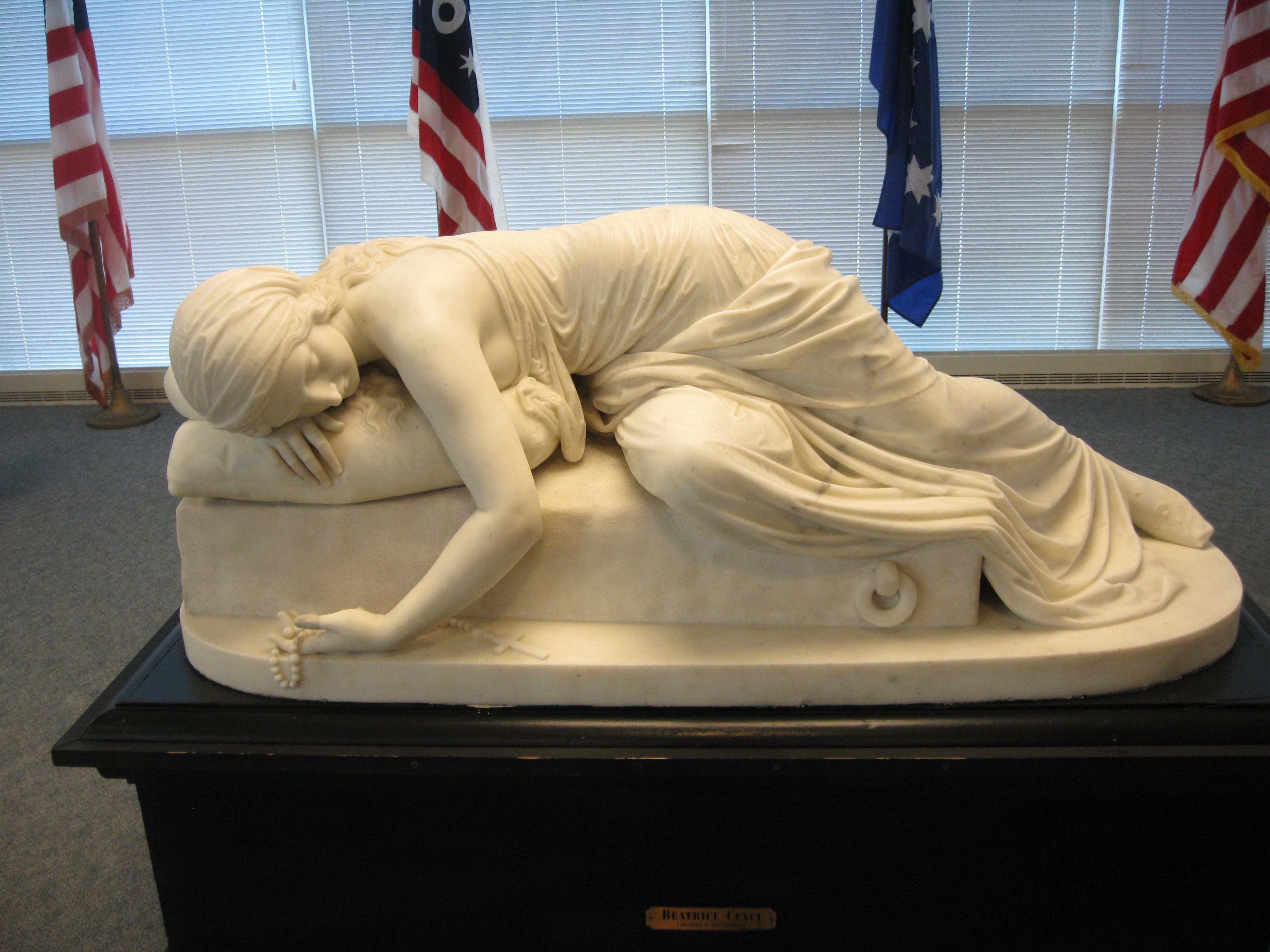
ハリエット・ホズマー『ベアトリーチェ・チェンチの肖像』
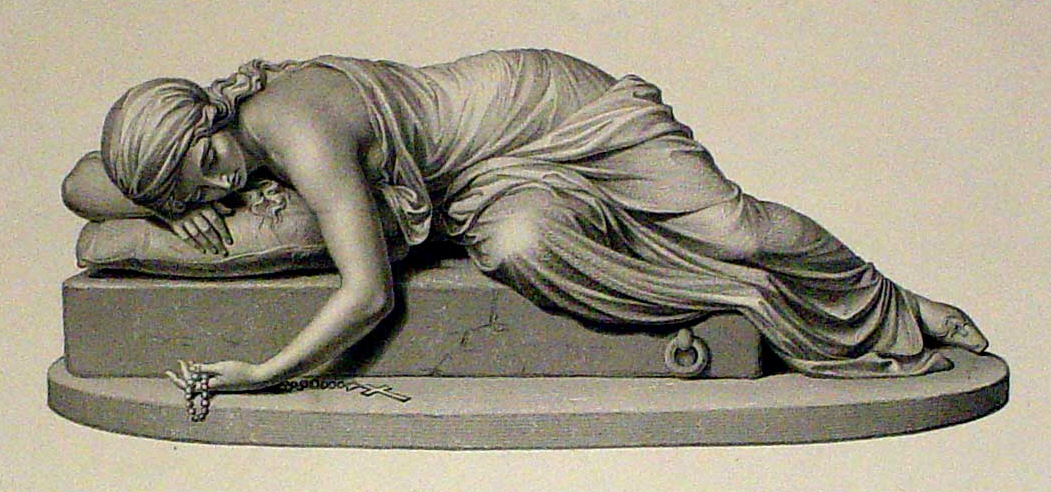
ウィリアム・ローフェによるハリエット・ホズマーの大理石彫刻を描いた銅版画
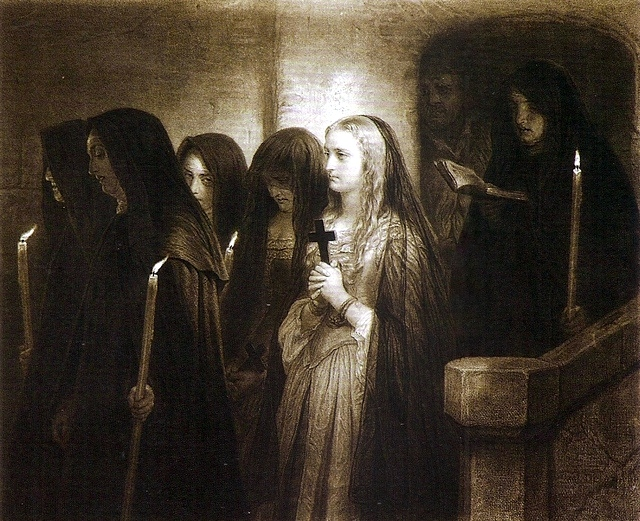
ポール・ドラローシュ『監獄に向かうベアトリーチェ・チェンチ』
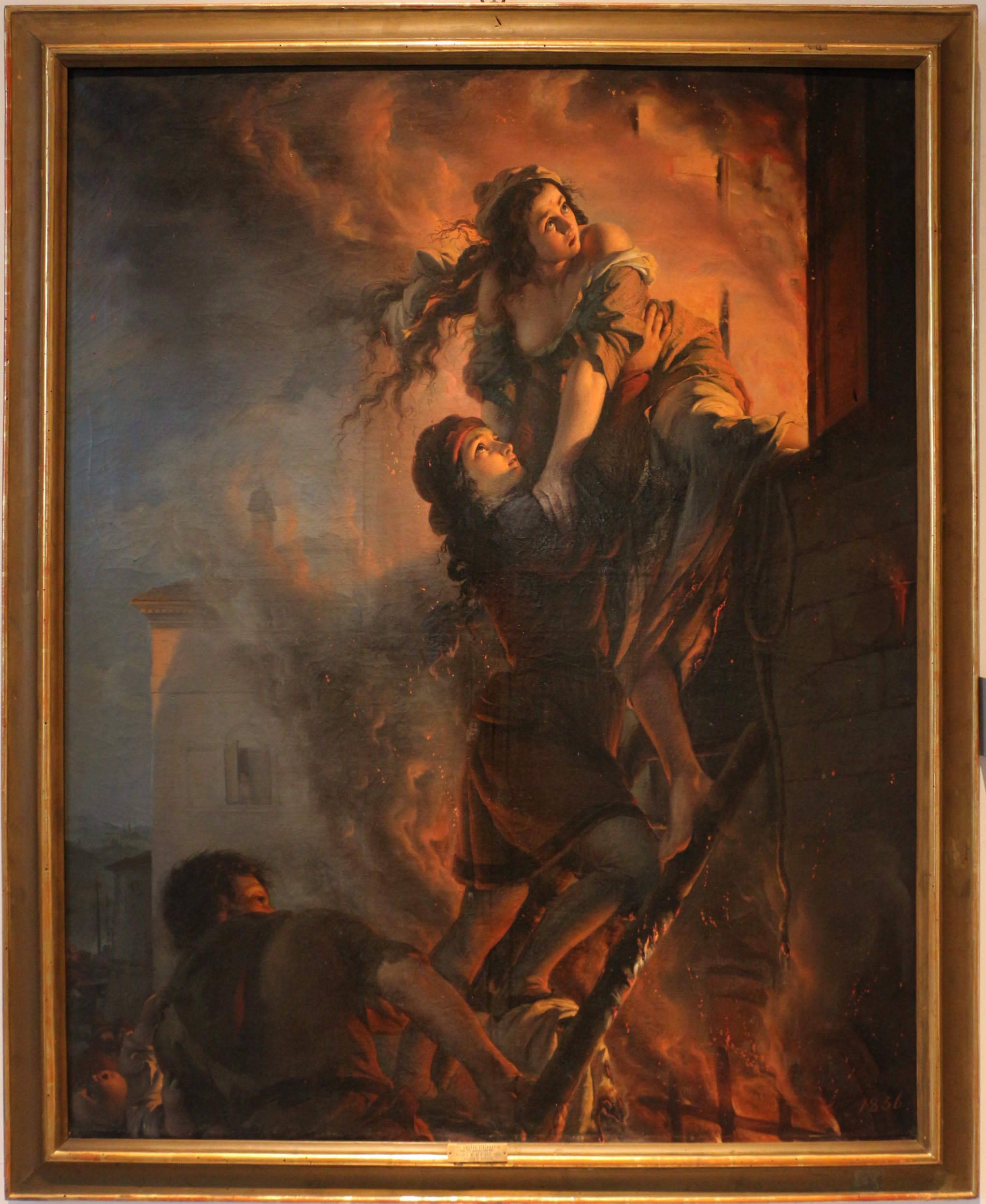
ジョバンニ・ベルガマスキ 『ベアトリーチェ・チェンチ』
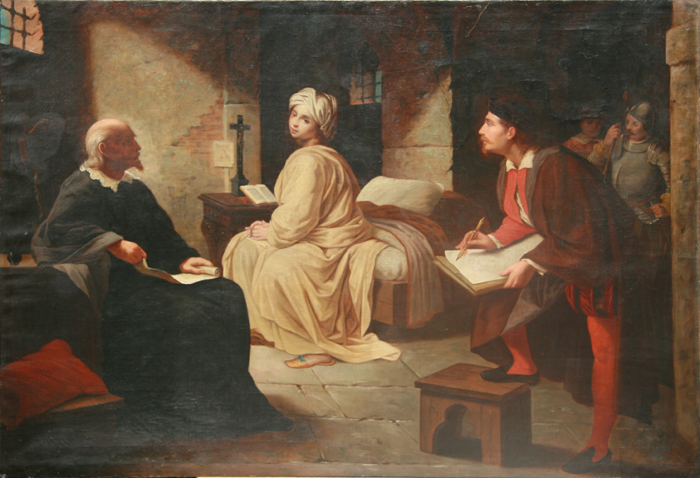
アキッレ・レオナルディ『刑務所のベアトリーチェ・チェンチ』
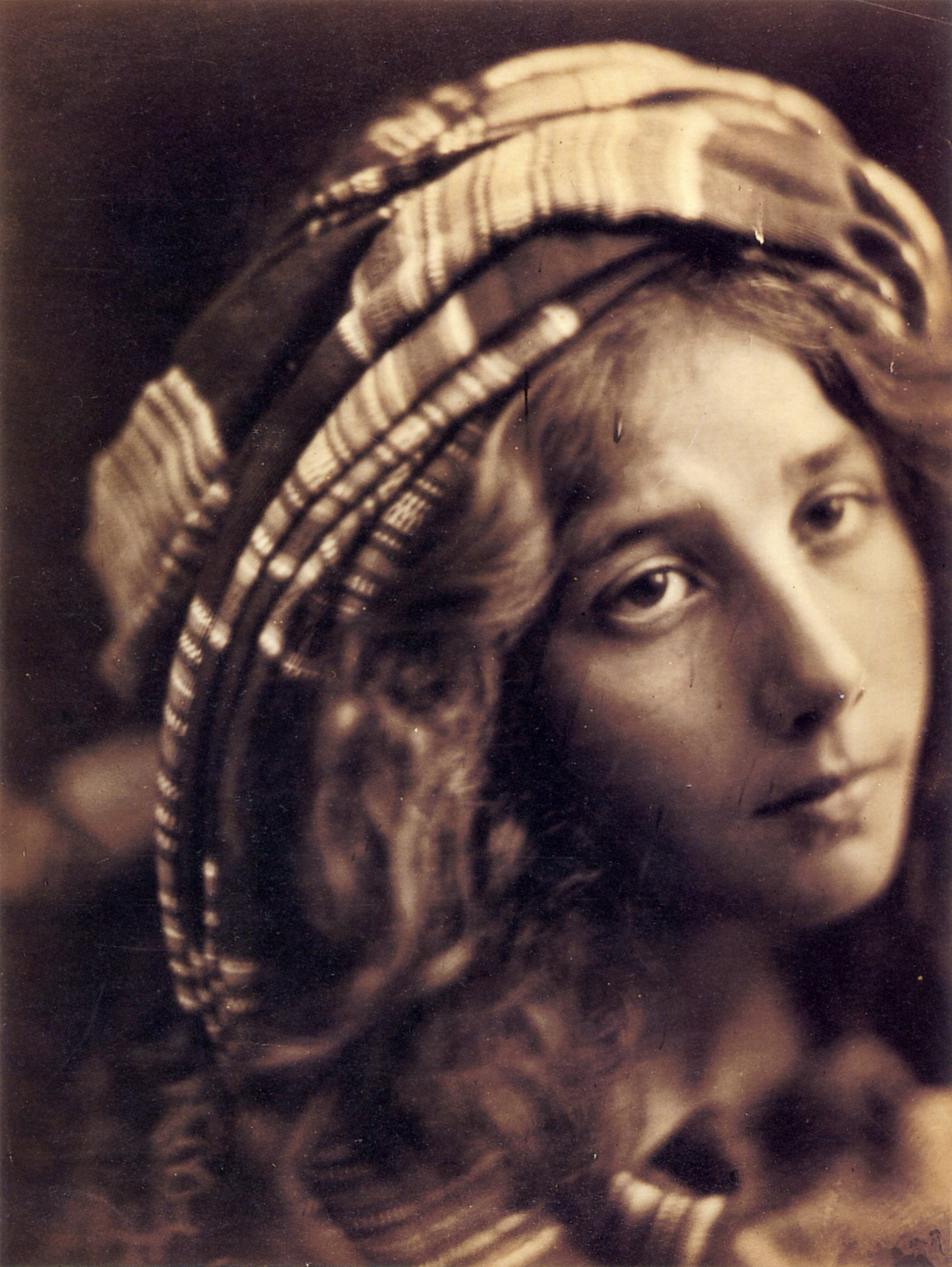
ジュリア・マーガレット・キャメロン『A Study of the Cenci』
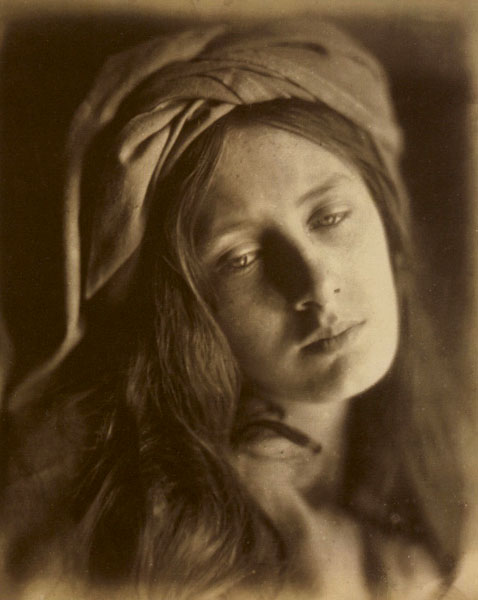
ジュリア・マーガレット・キャメロン『Beatrice』
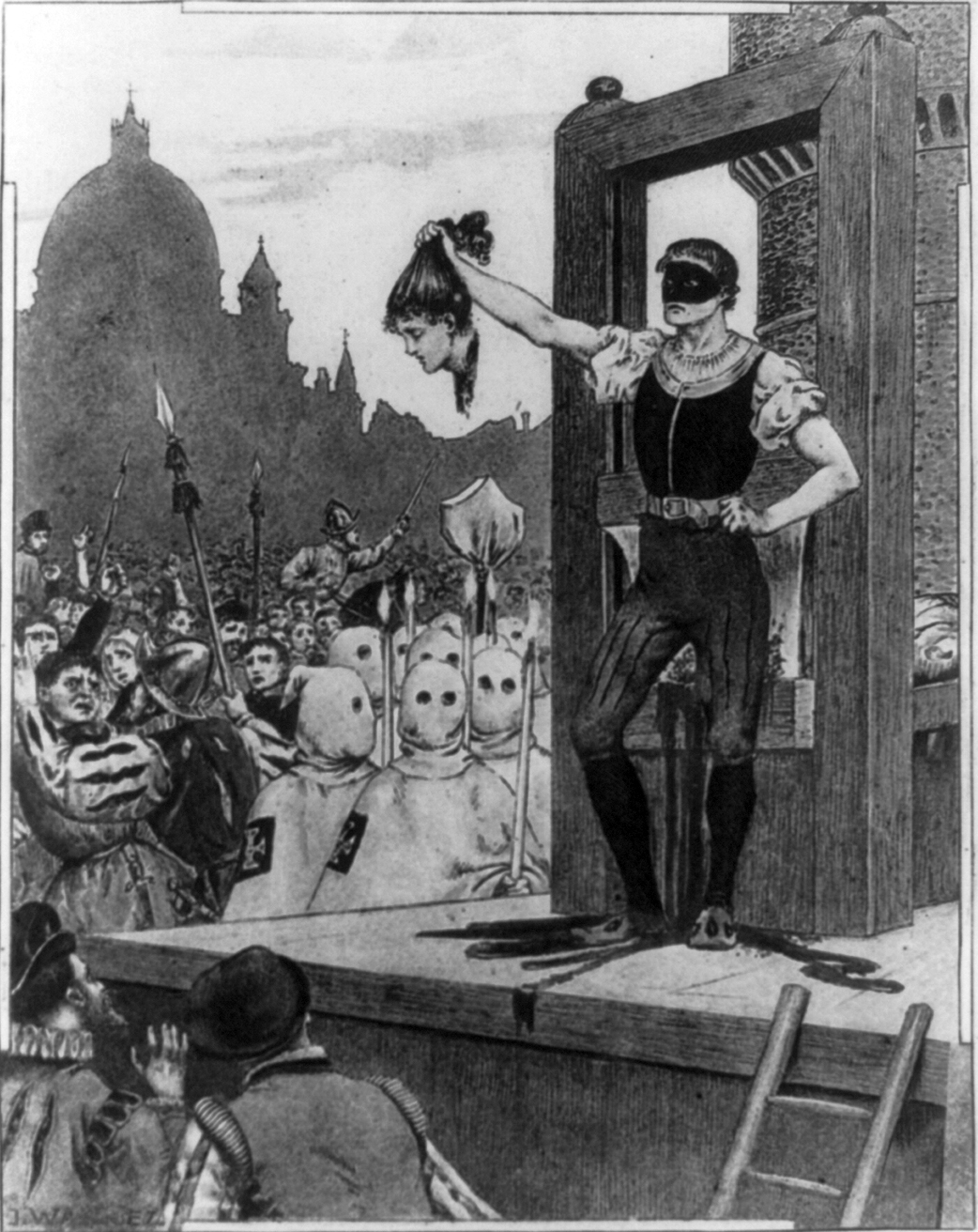
作者不詳『刑死したベアトリーチェ・チェンチ』

### 映画
- Beatrice Cenci - ルチオ・フルチの映画（1969年）。伝記映画。日本未公開。
- パッション・ベアトリス - ベルトラン・タヴェルニエの映画 (1987年)。ベアトリーチェ・チェンチの悲劇を下敷きにしている。ただし、時代や舞台は百年戦争後のフランスに設定されている。

### ベアトリーチェに関連する作品
- 無月物語 - 久生十蘭の短編小説。舞台を平安末期（後白河法皇時代）の日本に置き換えている。暴君のようにふるまう名門藤原家の鬼才、藤原泰文を、後妻の公子と娘の花世が共謀して従僕に殺させ、平安期では大変に珍しい死罪とされた事の顛末として描き直される。
- 黄金の鹿の闘騎士 - 南房秀久のファンタジー小説。主人公の女闘騎士ベアトリスの名前の由来となっている。
- 花窗玻璃 シャガールの黙示 - 深水黎一郎のミステリー小説（2009年）。グイド・レーニの描いたベアトリーチェの肖像画が、事件の解明に大きな役割を果たす。なおこの小説はカタカナを一切使っておらず、ベアトリーチェ・チェンチは貝雅特麗齊・倩契と表記される。
- マルホランド・ドライブ - デヴィッド・リンチ監督によるアメリカ映画（2001年）。